# Eupithecia fulvistriga
Eupithecia fulvistriga là một loài bướm đêm trong họ Geometridae.